# Rani Khedira
Rani Khedira, né le 27 janvier 1994 à Stuttgart, est un footballeur germano-tunisien qui évolue au poste de milieu défensif au Union Berlin.

## Carrière en club

### VfB Stuttgart
Khedira a commencé sa carrière de jeunesse au TV Oeffingen avant de rejoindre le VfB Stuttgart en 2005, un an avant que son frère aîné, Sami, ne le rejoigne. Après avoir progressé au sein de l'académie de Stuttgart, il a commencé à jouer pour l'équipe U16 en 2009. Il a signé un contrat avec le club, le maintenant jusqu'en 2013. Le 28 janvier 2012, Khedira a fait ses débuts pour VfB Stuttgart II en 3. Liga contre FC Rot-Weiß Erfurt. Pendant son temps dans l'équipe réserve du VfB Stuttgart, il a marqué un but pour l'équipe, lors d'une victoire 4-0 contre Wacker Burghausen le 8 septembre 2013.
Le 23 octobre 2012, Khedira a été promu à la première équipe du VfB Stuttgart. Il a prolongé son contrat avec le club le 28 janvier 2013 jusqu'en juin 2015. Cependant, tout au long de la saison 2012-2013, Khedira n'a jamais fait d'apparitions en première équipe, étant le plus souvent sur le banc en tant que remplaçant non-utilisé.
Le 1er septembre 2013, Khedira a fait ses débuts en Bundesliga pour le VfB Stuttgart lors d'une victoire à domicile 6-2 contre le 1899 Hoffenheim. Le 7 décembre 2013, il a fait sa première titularisation pour Stuttgart, lors d'une victoire 4-2 contre Hannover 96. Du 29 janvier 2014 au 2 mars 2014, il a eu quelques titularisations en équipe première. Bien qu'il ait perdu sa place en équipe première par la suite, Khedira a continué à faire neuf apparitions pour le club.

### RB Leipzig
Pour la saison 2014–2015, Khedira a rejoint le RB Leipzig, signant un contrat de trois ans qui le liait au club jusqu'en 2017. Le montant du transfert n'a pas été divulgué. RB Leipzig avait exprimé son intérêt pour le signer depuis septembre 2013.
Khedira a fait ses débuts avec le RB Leipzig lors du premier match de la saison, jouant l'intégralité du match, dans un match nul 0-0 contre le VfR Aalen. Après ses débuts avec le RB Leipzig, il s'est rapidement imposé dans l'équipe première et a joué un rôle clé pour le club lors de sa première saison. Il est également devenu un titulaire régulier dès le début de la saison jusqu'à ce qu'il soit suspendu pour un match contre le SV Sandhausen le 30 novembre 2014 pour avoir reçu cinq cartons jaunes cette saison. Cependant, lors d'une défaite 1-0 contre le FSV Frankfurt le 15 février 2015, il a subi une blessure à la jambe à la 69e minute et a été remplacé en conséquence. La blessure l'a éloigné des terrains pendant plusieurs semaines. Le 17 mai 2015, il est revenu dans l'équipe première après sa blessure, lors d'une défaite 2-1 contre Ingolstadt. Lors de sa première saison au club, Khedira a disputé 24 rencontres toutes compétitions confondues.

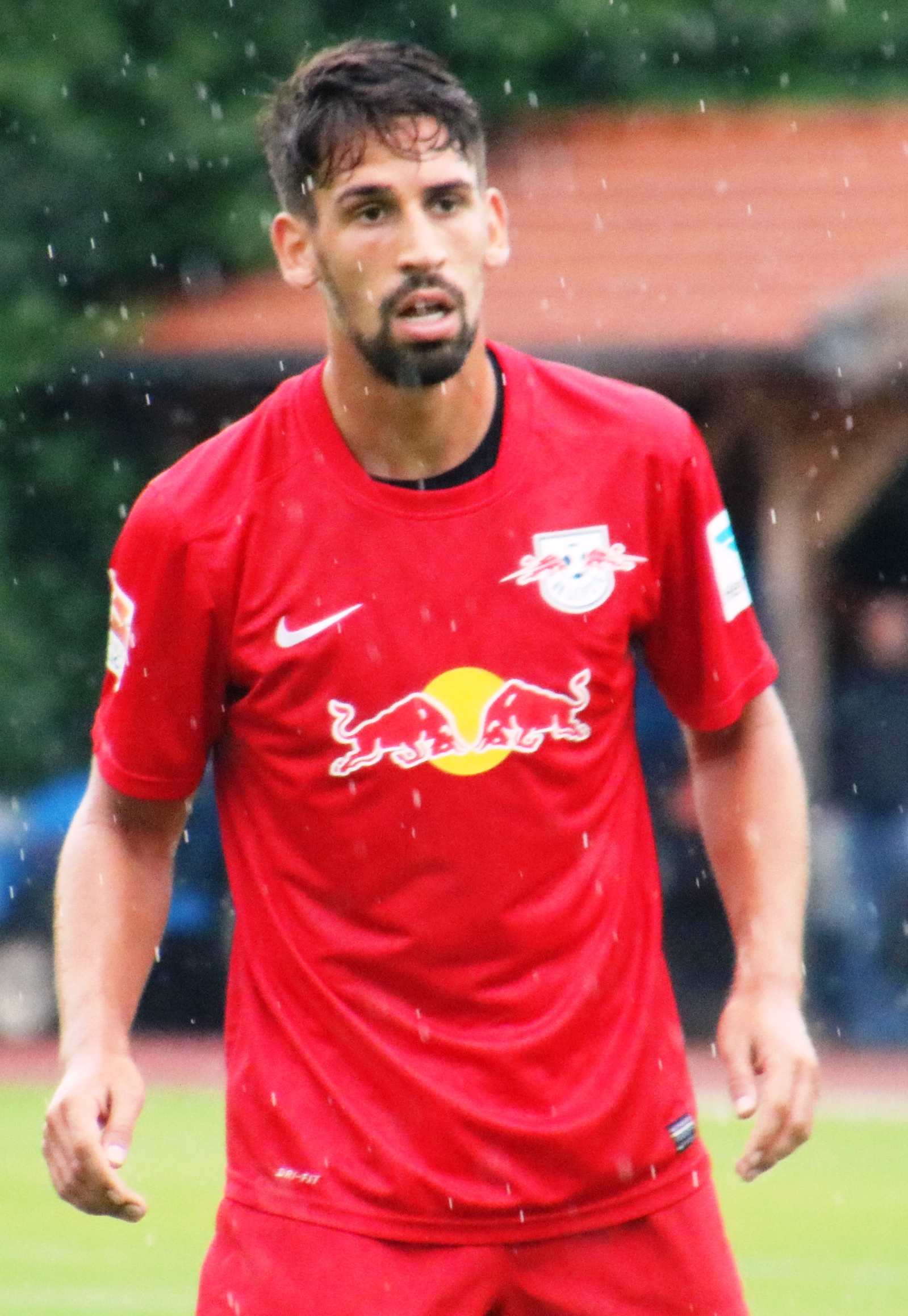
Khedira jouant pour le RB Leipzig lors d'un match amical contre Liefering.

Lors de sa deuxième saison au RB Leipzig, Khedira s'est retrouvé en concurrence pour sa place et cela l'a conduit à être sur le banc des remplaçants en début de saison. Plus tard dans la saison, il a été affecté par des blessures,. Néanmoins, il a continué à participer à 16 rencontres toutes compétitions confondues, alors que le RB Leipzig était promu en Bundesliga.
En prévision de la saison 2016-2017, les opportunités en équipe première de Khedira ont continué à être limitées et il est resté sur le banc des remplaçants à la suite de nouvelles compétitions, et en novembre, il n'avait pas encore fait sa première apparition de la saison. Le 25 novembre 2016, il a fait sa première apparition de la saison 2016-2017, entrant en jeu en tant que remplaçant en deuxième mi-temps, lors d'une victoire 4-1 contre Freiburg. Il a ensuite participé à dix matchs pour le club cette saison. Cependant, il a été annoncé que Khedira était libéré par le club. Il avait précédemment reçu l'avis de son frère de ne pas quitter le club.

### FC Augsburg
Son contrat avec le RB Leipzig expirant à la fin de la saison 2016-2017, Khedira a rejoint le club de Bundesliga FC Augsburg le 7 juin 2017, signant un contrat de quatre ans.

### Union Berlin
En avril 2021, il a été annoncé que Khedira rejoindrait le Union Berlin à partir de la saison 2021-2022. Le 19 mars 2023, il a marqué son premier but pour le club lors d'une victoire 2-0 contre Eintracht Frankfurt. Lors de la dernière journée de la saison 2022-2023, il a marqué le seul but d'une victoire 1-0 contre Werder Bremen, assurant ainsi la quatrième place de son club en championnat et la qualification pour la Ligue des champions de la saison suivante.

## Carrière internationale
Après avoir été sélectionné pour l'équipe d'Allemagne des moins de 15 ans et l'équipe d'Allemagne des moins de 16 ans, Khedira a été appelé en équipe d'Allemagne des moins de 17 ans et a joué pour l'Allemagne lors de la Coupe du monde des moins de 17 ans de la FIFA 2011, où il a joué cinq matchs lors du tournoi. L'année suivante, Khedira a été appelé en équipe d'Allemagne des moins de 19 ans et a immédiatement marqué les esprits en marquant lors de ses débuts, lors d'une victoire 3-0 contre l'équipe de France des moins de 19 ans le 14 novembre 2012. Il a fait une autre apparition en équipe d'Allemagne des moins de 19 ans le 25 mars 2013, lors d'une victoire 2-0 contre l'équipe d'Ukraine des moins de 19 ans.
Trois ans plus tard, Khedira a été appelé en équipe d'Allemagne espoirs en novembre 2014. Par le biais de son père, il est éligible pour jouer en équipe de Tunisie, mais il a rejeté les convocations de la Fédération tunisienne de football.

## Palmarès

### En équipe nationale
- Allemagne -17 ans
  - Troisième de la Coupe du monde des moins de 17 ans en 2011